# Nekrolog 2011
Nekrolog
◄◄
| ◄
| 2007
| 2008
| 2009
| 2010
| 2011 | 2012 | 2013 | 2014 | 2015 | ► | ►►
Januar |
Februar |
März |
April |
Mai |
Juni |
Juli |
August |
September |
Oktober |
November |
Dezember 
Weitere Ereignisse | Allgemeiner Nekrolog 2011
Die Beschreibung der verstorbenen Person sollte so kurz wie möglich gehalten sein und nur deren signifikante Tätigkeit(en) enthalten.
Neue Namen ggf. auch unter dem Geburts- und Sterbedatum, also etwa unter 1. Januar und im Geburts- und Sterbejahr (2024) eintragen (nur bei entsprechender großer Wichtigkeit). Für Beispiele siehe die schon vorhandenen Artikel.
Außerdem über die fünf zuletzt Verstorbenen, zu denen es einen ausreichend guten Artikel für eine Präsentation auf der Hauptseite gibt, nach der todesbedingten Überarbeitung der Artikel ggf. auch unter Wikipedia Diskussion:Hauptseite informieren und sie am besten auch in den anderen Wikipedia-Sprachversionen eintragen. Tipp: Regelmäßig bei news.google.de nach „ist tot“, „gestorben“ oder „verstorben“ suchen.
Wenn eine Person gestorben ist, gibt es viele Seiten zu dieser Person in der Wikipedia, die davon auch betroffen sind und entsprechend aktualisiert werden müssen. Beispiele: Namenübersichtsseite, Geburtsjahr, Geburtsort-Seiten und viele mehr.
Wie finde ich die betroffenen Seiten?
Im Suchfeld auf der linken Seite gibt man den Suchbegriff so ein: „Vorname Nachname“. Dann klickt man auf Volltext und alle Seiten mit entsprechendem Suchtext werden aufgerufen. Hier sieht man dann schnell, wo auch das Todesjahr Sinn macht oder sogar ein Teil des Artikels angepasst werden muss. Auch hilft das „Werkzeug“ auf der linken Seite sehr gut, um solche Seiten aufzufinden: „Links auf diese Seite“. Somit ist die Wikipedia wieder aktuell in allen Bereichen! Hinweis: bei Eintragung der Kategorie „Gestorben JAHR“ wird der Missbrauchsfilter 49 ausgelöst, was jedoch nicht schlimm ist. Siehe: Spezial:Missbrauchsfilter/49
Dies ist eine Liste von im Jahr 2011 verstorbenen bekannten Persönlichkeiten. Die Einträge erfolgen innerhalb der einzelnen Daten alphabetisch sortiert. Tiere sind im Nekrolog für Tiere zu finden.
Die Liste ist nach Monaten aufgeteilt:
- Nekrolog Januar 2011
- Nekrolog Februar 2011
- Nekrolog März 2011
- Nekrolog April 2011
- Nekrolog Mai 2011
- Nekrolog Juni 2011
- Nekrolog Juli 2011
- Nekrolog August 2011
- Nekrolog September 2011
- Nekrolog Oktober 2011
- Nekrolog November 2011
- Nekrolog Dezember 2011

## Datum unbekannt
| Tag                           | Name                           | Beruf / bekannt durch                                                           | Alter    | Beleg |
| ----------------------------- | ------------------------------ | ------------------------------------------------------------------------------- | -------- | ----- |
| 2011                          | Annerose Akaike                | deutsch-japanische Ärztin und Übersetzerin                                      | 72       |       |
| 2011                          | Pero Alexander                 | deutscher Schauspieler                                                          | 90       |       |
| 2011                          | Friedhelm Amslinger            | deutscher Architekt                                                             | 82       |       |
| 2011                          | Ken Arvidson                   | neuseeländischer Dichter und Hochschullehrer                                    | 73       |       |
| 2011                          | Adela Barnés González          | spanische Chemikerin                                                            | ≈103     |       |
| 2011                          | Bernhard Beckmann              | deutscher Archäologe                                                            | 85/86    |       |
| 2011                          | Martin Beer                    | deutscher evangelischer Pfarrer und Domprediger                                 | 61       |       |
| 2011                          | Hans Berchtenbreiter           | deutscher Gold- und Silberschmied                                               |          |       |
| 2011                          | Paul Berndt                    | deutscher Schauspieler                                                          | 79       |       |
| 2011                          | Peter Böhmer                   | deutscher Tänzer und Schauspieler                                               | 88       |       |
| 2011                          | Khampheng Boupha               | laotische Politikerin                                                           | 88       |       |
| 2011                          | Jennifer Britnell              | britische Romanistin und Französistin                                           | 68       |       |
| 2011                          | Gertrud Bünner                 | deutsche Rhythmikerin                                                           | 99       |       |
| 2011                          | Luigi Camenisch                | Schweizer Architekt                                                             | 92       |       |
| 2011                          | Marta Cuervo                   | kubanische klassische Gitarristin und Musikpädagogin                            |          |       |
| 2011                          | Mirčeta Đurović                | jugoslawischer Ökonom und Politiker                                             | 87       |       |
| 2011                          | George Embiricos               | griechischer Reeder, Unternehmer und Kunstsammler                               | 91       |       |
| 2011                          | Roberto Escobar Budge          | chilenischer Komponist und Philosoph                                            | 85       |       |
| 2011                          | Karl-Heinz Eyermann            | deutscher Journalist in der DDR                                                 | 79       |       |
| 2011                          | Margot Feist-Altenkirch        | DFD- und SED-Funktionärin in der DDR                                            | 87/88    |       |
| 2011                          | Walter Fellmann                | deutscher Historiker                                                            | 80       |       |
| 2011                          | Manfred Feulner                | deutscher Gymnasiallehrer, Sachbuchautor und Gemeindearchivar                   | 88/89    |       |
| 2011                          | Bernhard Frank                 | deutscher Volkskundler, SS-Obersturmbannführer                                  | 98       |       |
| 2011                          | Winfried Freund                | deutscher Germanist                                                             |          |       |
| 2011                          | Boghos Gelalian                | armenischer Pianist, Komponist und Musikpädagoge                                | ≈89      |       |
| 2011                          | Karl-Heinz Glocke              | inoffizieller Mitarbeiter des Ministeriums für Staatssicherheit (MfS) der DDR   | 77       |       |
| 2011                          | János Görkói                   | ungarischer Sprinter                                                            | 95       |       |
| 2011                          | Herbert Haas                   | deutscher Architekt, Kreisheimatpfleger, Autor und Politiker (ÖDP)              | ≈77      |       |
| 2011                          | Hans Hildebrand                | deutscher Marineoffizier und Marinehistoriker                                   | 92       |       |
| 2011                          | Thomas Hof                     | österreichischer Maler                                                          | 53       |       |
| 2011                          | Wladimir Iwanowitsch Jerofejew | russischer Französisch-Dolmetscher                                              | 91       |       |
| 2011                          | Josine Junger-Tas              | niederländische Soziologin und Kriminologin                                     | 82       |       |
| 2011                          | Otto Junggeburth               | deutscher Schauspieler, Regisseur und Schriftsteller                            | 67       |       |
| 2011                          | Manfred Kany                   | deutscher Bauingenieur                                                          | 89       |       |
| 2011                          | Reinhold Kasten                | deutscher Abenteurer und Weltumsegler                                           | 91       |       |
| 2011                          | Mohammad Rahim Khushnawaz      | afghanischer Rubābspieler                                                       | 68       |       |
| 2011                          | Gerhard Klemm                  | deutscher Geistlicher und Pastor                                                | 83       |       |
| 2011                          | Horst Klemm                    | deutscher Jugend- und Parteifunktionär (FDJ/SED)                                | ≈86      |       |
| 2011                          | Heinz Klopfer                  | deutscher Politiker (SED)                                                       |          |       |
| 2011                          | Ekkehard Kohrs                 | deutscher Journalist und Publizist                                              | ≈66      |       |
| 2011                          | Alex Konadu                    | ghanaischer Gitarrist und Sänger                                                | 65       |       |
| 2011                          | Roland Krauß                   | deutscher Fußballspieler                                                        | 65       |       |
| 2011                          | Spiro Kristo                   | albanischer Maler                                                               | 75       |       |
| 2011                          | Jekaterina Iwanowna Kutaizewa  | sowjetisch-russische Metallkundlerin                                            | 97       |       |
| 2011                          | Gary Kwok                      | Snookerspieler aus Hongkong                                                     | 59       |       |
| 2011                          | Luciano Lattanzi               | italienischer Romanautor, Maler und Bildhauer                                   | 86       |       |
| 2011                          | Richard Lin                    | britischer Maler und Bildhauer                                                  | ≈78      |       |
| 2011                          | Paul Lorenz                    | deutscher Maler, Graphiker und Illustrator                                      | 100      |       |
| 2011                          | Ladislau Lovrenschi            | rumänischer Steuermann im Rudern                                                | 79       |       |
| 2011                          | Anton Mayer                    | österreichischer Journalist, Buchautor und Wissenschaftspublizist               | ≈68      |       |
| 2011                          | Rudolf Meimberg                | deutscher Wirtschaftswissenschaftler und Hochschullehrer                        |          |       |
| 2011                          | Rudolf Moosbrugger-Leu         | Schweizer Archäologe                                                            | 88       |       |
| 2011                          | Saulo Musoke                   | ugandischer Politiker                                                           | 91       |       |
| 2011                          | Seiji Nakamura                 | japanischer Maler                                                               | 76       |       |
| 2011                          | Ruth Nimbach                   | deutsche Schauspielerin                                                         | 95       |       |
| 2011                          | Frank Ostrowski                | deutscher Programmierer                                                         | 50       |       |
| 2011                          | Abdul Hamid Othman             | malaysischer Politiker                                                          | 72       |       |
| 2011                          | Friedel Peisert                | deutsche Künstlerin                                                             | 79       |       |
| 2011                          | Raiko Petrow                   | bulgarischer Ringertrainer                                                      | ≈81      |       |
| 2011                          | Georg Piltz                    | deutscher Kunsthistoriker                                                       | ≈86      |       |
| 2011                          | Friedrich Polakovics           | österreichischer Schriftsteller, Übersetzer                                     | 89       |       |
| 2011                          | Giuseppe Prinzivalli           | italienischer Richter                                                           | 80       |       |
| 2011                          | Munīr Qādirī                   | iranische Philologin und Historikerin                                           | 40       |       |
| 2011                          | Vytautas Radavičius            | litauischer Politiker, Vizeminister                                             | 57       |       |
| 2011                          | Mahmoud Abul Leil Rashid       | ägyptischer Jurist und Politiker                                                | 76       |       |
| 2011                          | Jochen Richter                 | Wissenschaftshistoriker                                                         | ≈77      |       |
| 2011                          | Christian Roeckenschuss        | deutscher Maler                                                                 | 82       |       |
| 2011                          | Hans Rucker                    | deutscher Bildhauer                                                             | ≈80      |       |
| 2011                          | Adimaro Sala                   | italienischer Filmschaffender und Autor                                         | 61       |       |
| 2011                          | Georg Schall                   | deutscher Gewichtheber                                                          |          |       |
| 2011                          | Ludwig Scharl                  | deutscher Maler                                                                 | 82       |       |
| 2011                          | Paul Schick                    | deutscher Lehrer und Schriftsteller                                             | 83       |       |
| 2011                          | Horst Schindlbacher            | österreichischer Bergsteiger                                                    |          |       |
| 2011                          | Hildi Schmidt Heins            | deutsche Malerin, Bildhauerin und Fotografin                                    |          |       |
| 2011                          | Rolf-Helmut Schröder           | deutscher Offizier                                                              |          |       |
| 2011                          | René Serex                     | Schweizer Diplomat                                                              |          |       |
| 2011                          | Anatol Skakowsky               | russischer Schauspieler, Theaterpädagoge, Regisseur und Vertreter des Realismus |          |       |
| 2011                          | Kjell Söderberg                | schwedischer Hochschullehrer                                                    | 88       |       |
| 2011                          | Kurt Thut                      | Schweizer Möbelkonstrukteur, Innenarchitekt und Designer                        | 80       |       |
| 2011                          | Carlos Torres                  | Astronom an der Universität Chiles                                              | 82       |       |
| 2011                          | Roberto Venturoni              | italienischer Maler                                                             | 66       |       |
| 2011                          | Lauretta Vinciarelli           | italienisch-amerikanische Architektin, Malerin und Hochschullehrerin            | 68       |       |
| 2011                          | Walter Vogeler                 | Boss der GMBH                                                                   | 69       |       |
| 2011                          | Tony Weir                      | britischer Rechtswissenschaftler                                                | 75       |       |
| Dezember                      | Barbara Brändli                | Schweizer Fotografin                                                            | 79       |       |
| Dezember                      | Bill Bowen                     | US-amerikanischer Rockabilly-Musiker                                            | 88       |       |
| Dezember                      | Mathoor Krishnamurti           | indischer Schulleiter                                                           | 83       |       |
| Dezember                      | Olivier Mathot                 | französischer Schauspieler, Filmregisseur und Filmproduzent                     | 87       |       |
| Dezember                      | Freda Westwood                 | britische Politikerin                                                           | 87       |       |
| zwischen 20. und 25. November | Dereje Mekonnen                | äthiopischer Keyboarder, Arrangeur und Komponist                                | 49       |       |
| vor dem 14. November          | Mike Watson                    | britischer Gitarrist                                                            | 88       |       |
| vor dem 15. November          | Birte Dronsek                  | deutsche Fernsehredakteurin                                                     | 54       |       |
| November                      | John P. Bojang                 | gambischer Pädagoge, Politiker und Diplomat                                     |          |       |
| November                      | Mital Scharipow                | kirgisischer Gewichtheber                                                       | 39       |       |
| Ende Oktober                  | Jiří Hanzl                     | tschechischer Eishockeytorwart und -trainer                                     | 89       |       |
| vor dem 27. Oktober           | Constantin Păsărică            | rumänischer Fußballspieler                                                      | 37       |       |
| gefunden am 19. Oktober       | Lee Soo-chul                   | südkoreanischer Fußballspieler und -trainer                                     | 45       |       |
| Oktober                       | Claude Dray                    | französischer Immobilienunternehmer und Kunstsammler                            | 76       |       |
| Oktober                       | Fred Haughey                   | englischer Fußballspieler                                                       | 90       | Zeile |
| Oktober                       | Gerryck King                   | US-amerikanischer Jazzmusiker (Schlagzeug)                                      | 51       |       |
| Oktober                       | István Kiss                    | ungarischer Zehnkämpfer                                                         | 87       |       |
| Oktober                       | Klaus Mahler                   | deutscher Architekt und Hochschullehrer                                         | 71       |       |
| Oktober                       | Park Young-seok                | südkoreanischer Bergsteiger                                                     | 47       |       |
| vor dem 9. September          | Mircea Chivulescu              | rumänischer Basketballspieler                                                   | 66/67    |       |
| September                     | Knud Dyby                      | dänischer Widerstandskämpfer                                                    | 96       |       |
| September                     | Eckehardt Ruthenberg           | deutscher Designer                                                              | 68       |       |
| Mitte August                  | Johann Traxler                 | österreichischer Radrennfahrer                                                  | 52       |       |
| spätestens 5. August          | Pak Seung-zin                  | nordkoreanischer Fußballspieler                                                 | 70       |       |
| August                        | Joseph Fazio                   | australischer Ruderer                                                           | 68       |       |
| August                        | Will Insley                    | US-amerikanischer Maler und Architekt                                           | 81       |       |
| August                        | John Nada Saya                 | tansanischer Marathonläufer                                                     | 33       |       |
| vor dem 26. Juli              | Cornel Burada                  | rumänischer Politiker und Rugbyfunktionär                                       | 82       |       |
| vor dem 4. Juli               | Éva Sebők-Szalay               | ungarische Volleyballspielerin                                                  | 62       |       |
| 3. Juli oder 4. Juli          | Ibrahim Qaschusch              | Opfer eines Mordes während des Syrischen Bürgerkriegs                           | 33       |       |
| Juli                          | George Adams                   | schottischer Fußballspieler                                                     | 84       |       |
| Juli                          | Manuel Isler                   | Schweizer Literaturwissenschaftler und Journalist                               | 79       |       |
| Juli                          | Klaus-Dieter Wiegand           | deutscher Eisenbahningenieur und -sachverständiger                              | 66       |       |
| Juli                          | Francisc Zavoda                | rumänischer Fußballspieler und -trainer                                         | 84       |       |
| Juli                          | Waldemar Zipperer              | deutscher Unternehmer                                                           | 97       |       |
| vor dem 1. Juli               | Charlie Craig                  | US-amerikanischer Musiker                                                       | 73       |       |
| Ende Juni                     | Phil Shepardson                | US-amerikanischer Moderator                                                     | 76       |       |
| vor dem 13. Juni              | Johann Sterr                   | deutscher Ringer                                                                | 77       |       |
| vermutlich 4. Juni            | Benjamín González              | spanischer Leichtathlet                                                         | 53       |       |
| Juni                          | Guy Amouretti                  | französischer Tischtennisspieler                                                | 86       |       |
| Juni                          | Elena Cassin                   | italienische Altorientalistin                                                   | 101/102? |       |
| 19. Mai bis Mitte Juni        | Benoît Guerrée                 | französischer Journalist                                                        | 35       |       |
| gefunden am 31. Mai           | Rudy Williams                  | US-amerikanischer Jazz-Trompeter                                                | 70       |       |
| vor dem 25. Mai               | Yoshio Sasamura                | japanischer Ingenieur und Funktionär                                            | 83/84    |       |
| gefunden am 11. Mai           | Stanley Wright                 | US-amerikanischer Jazzmusiker und Musikpädagoge                                 | 62       | Zeile |
| Mai                           | Neshani Andreas                | namibische Schriftstellerin und Lehrerin                                        | 47       |       |
| Mai                           | Rudolph Binion                 | US-amerikanischer Historiker                                                    | 84       |       |
| Mai                           | Ingeborg Theek                 | deutsche Schauspielerin                                                         | ≈94      |       |
| Mai                           | Heinz Trebstein                | deutscher Polizeioffizier und Verkehrswissenschaftler der DDR                   | ≈90      |       |
| Ende April                    | Helmut Rüßmann                 | deutscher Mathematiker                                                          | 80       |       |
| April                         | John Chenhall                  | englischer Fußballspieler                                                       | 83       |       |
| April                         | Len Gibbons                    | englischer Fußballspieler                                                       | 80       |       |
| Anfang April                  | Toon Nijssen                   | niederländischer Fußballspieler                                                 | 92       |       |
| Anfang April                  | Nedeljko Rašula                | bosnischer Politiker                                                            | 73       |       |
| Ende März                     | Egbert Peters                  | deutscher Rechtswissenschaftler                                                 | 83       |       |
| März                          | Sinaida Wassiljewna Doinikowa  | sowjetische Kugelstoßerin                                                       | 76       |       |
| März                          | Jaime Salazar                  | mexikanischer Fußballspieler                                                    | 80       |       |
| Anfang März                   | Gerhard Kempter                | deutscher Chemiker und Hochschullehrer                                          | 79       |       |
| Februar                       | Stefan Andreae                 | deutscher Pastoraltheologe                                                      | 79       |       |
| Februar                       | Radivoje Glavić                | jugoslawischer Jurist                                                           | 89?      |       |
| Februar                       | Shi Yafeng                     | chinesischer Geophysiker                                                        | 91       |       |
| Anfang Februar                | Larry Weiss                    | US-amerikanischer Jazzmusiker                                                   | 83       |       |
| Ende Januar                   | Erkki Raatikainen              | finnischer Politiker                                                            | 80       |       |
| vor dem 20. Januar            | Roman Weyl                     | deutscher Szenenbildner                                                         | 89       |       |
| Mitte Januar                  | Hasso Billerbeck               | deutscher Schauspieler                                                          | 70       |       |
| Januar                        | Jack Lewis                     | US-amerikanischer Musikproduzent                                                |          |       |
| Januar                        | Olli Maier                     | deutscher Schauspieler und Sänger                                               | 65       |       |
| Januar                        | Dirk Strahlmeier               | deutscher Musiker                                                               | ??       |       |
| Januar                        | Eliyahu Yones                  | israelischer Redakteur, Journalist und Schriftsteller                           | 95       |       |